# جوناثان ويتني
جوناثان ويتني (7 أبريل 1985 - ) (بالإنجليزية: Jonathan Whitney)‏ هو لاعب كريكت بريطاني.

## وصلات خارجية
- جوناثان ويتني على موقع إي آس بي آن كريك إنفو (الإنجليزية)